# Regular-Irregular
Regular-Irregular es el primer álbum de estudio del grupo surcoreano NCT 127. Descrito como un álbum con un concepto de varios géneros con un total de once canciones, el álbum fue lanzado por SM Entertainment el 12 de octubre de 2018. Esto marca el primer lanzamiento importante para NCT 127 después de un año y cuatro meses desde su anterior EP, Cherry Bomb, lanzado en junio de 2017. También es el primer lanzamiento como un grupo de diez integrantes después de la adición de Jungwoo en septiembre de 2018.
Tras el lanzamiento del álbum, Regular-Irregular obtuvo éxito comercial tanto en Corea del Sur como en otros países. El álbum debutó en la cima del Gaon Album Chart y se volvió en uno de los pocos lanzamientos en mantenerse en el primer lugar durante más de una semana en 2018. También debutó en el puesto 86 en Billboard 200 en la semana del 27 de octubre de 2018, siendo la primera aparición de NCT 127 en esta lista.

## Antecedentes y lanzamiento
El 17 de septiembre, un adelanto fue subido a la cuenta de Twitter del grupo, mostrando destellos de las palabras "regular", "irregular", y el nuevo logo de NCT 127. Después en ese mismo día, SM Entertainment anunció la adición de Jungwoo al grupo y que NCT 127 lanzaría su primer álbum de estudio el 12 de octubre. Fotos y videos promocionales serían publicados desde el 18 de septiembre hasta el 11 de octubre.
El 8 de octubre, NCT 127 lanzaría el la versión en inglés video musical "Regular", la primera canción en inglés el grupo. La versión en coreano de "Regular" sería lanzada el 11 de octubre y el álbum el 12 de octubre.

## Lista de canciones
| N.º   | Título                            | Letras                                                               | Música                                                                            | Duración |  |
| 1.    | «City 127 (지금 우리)»            | JQ (Makeumine Works), Moon Hee-yeon (Makeumine Works), Taeyong, Mark | The Stereotypes, Micah Powell, Clarence Coffee Jr., Taeyong                       | 3:19     |  |
| 2.    | «Regular»                         | Coogie (ATM Seoul)Tommy $trate, Taeyong, Mark                        | Mike Daley, Mitchell Owens, Wilbart "Vedo" McCoy III, George Kranz, Yoo Young-jin | 3:37     |  |
| 3.    | «Replay (PM 01:27)»               | Bang Hye-hyun                                                        | LDN Noise, Varren Wade                                                            | 3:39     |  |
| 4.    | «Knock On»                        | Zaya (Joombas), Kim Min-ji                                           | Gene Noble, MZMC                                                                  | 3:25     |  |
| 5.    | «No Longer (나의 모든 순간)»      | Hyun Hwang (MonoTree)                                                | Andreas Öberg, Simon Petrén, Gustav Karlström, Onestar (MonoTree), eSNa           | 4:57     |  |
| 6.    | «Interlude: Regular to Irregular» |                                                                      | Kim Kyung-min, Hitchhiker                                                         | 3:10     |  |
| 7.    | «My Van (내 Van)»                 | Kim Dong-hyun, Taeyong, Mark                                         | Kim DOng-hyun, 250                                                                | 3:26     |  |
| 8.    | «Come Back (악몽)»                | Bong Eun-young, Ryu Da-som, Taeyong, Mark                            | Mike Daley, Mitchell Owens, Deez, Michael Jiminez, Jeremy "Tay" Jasper, MZMC      | 3:25     |  |
| 9.    | «Fly Away with Me (신기루)»       | Kang Eun-jung, Hwang Yoo-bin                                         | Rory Wynne Andrew, Francesco Yates, Jenna Andrews, Dillon Pace                    | 3:32     |  |
| 10.   | «Regular (English version)»       | Wilbart "Vedo" McCoy III, Taeyong, Mark                              | Mike Daley, Mitchell Owens, Wilbart "Vedo" McCoy III, George Kranz, Yoo Young-jin | 3:39     |  |
| 11.   | «Run Back 2 U (Bonus Track)»      | Kim Min-seok, Double Dragon                                          | Donald "haZEL" Sales, Double Dragon                                               | 3:39     |  |
| 40:02 |                                   |                                                                      |                                                                                   |          |  |

## Ventas
| Región                     | Ventas  |
| -------------------------- | ------- |
| Japón (Oricon)             | 28.435  |
| Corea del Sur (Gaon)       | 370.616 |
| Estados Unidos (Billboard) | 8.000   |